# 1. Bundesliga Snooker 2007/08
Die 1. Bundesliga Snooker 2007/08 war die zehnte Spielzeit der höchsten deutschen Spielklasse im Snooker. Sie begann am 1. September 2007 und endete am 18. Mai 2008.
Die Barmer Billardfreunde wurden nach 2003 zum zweiten Mal Deutscher Meister. Titelverteidiger Rüsselsheim belegte den vierten Platz.

## Abschlusstabelle
| Platz | Mannschaft               | S  | G  | U | V  | Punkte | Partien |
| ----- | ------------------------ | -- | -- | - | -- | ------ | ------- |
| 1     | Barmer BF                | 14 | 14 | 0 | 0  | 28     | 99:27   |
| 2     | 1. Berliner SV           | 14 | 11 | 0 | 3  | 22     | 84:42   |
| 3     | PSC Kaufbeuren           | 14 | 9  | 0 | 5  | 18     | 73:53   |
| 4     | Breakers Rüsselsheim (M) | 14 | 9  | 0 | 5  | 18     | 67:59   |
| 5     | 1. Münchner SC           | 14 | 5  | 0 | 9  | 10     | 50:76   |
| 6     | SC Memmingen (N)         | 14 | 4  | 0 | 10 | 8      | 60:66   |
| 7     | 1. SC Essen              | 14 | 3  | 0 | 11 | 6      | 44:82   |
| 8     | Kölner Snooker Club (N)  | 14 | 1  | 0 | 13 | 2      | 27:99   |

| Legende | Legende                                     |
| ------- | ------------------------------------------- |
|         |                                             |
| S       | Gespielte Spiele                            |
| G       | Siege                                       |
| U       | Unentschieden                               |
| V       | Niederlagen                                 |
|         | Absteiger in die 2. Bundesliga              |
| (M)     | Titelverteidiger                            |
| (N)     | Neuzugang, Aufsteiger aus der 2. Bundesliga |

## Kreuztabelle
Die Kreuztabelle stellt die Ergebnisse aller Spiele dieser Saison dar. Die Heimmannschaft ist in der linken Spalte, die Gastmannschaft in der oberen Zeile aufgelistet.
|                      | BBF | BSV | PSC | BRÜ | MSC | MEM | SCE | KSC |
| -------------------- | --- | --- | --- | --- | --- | --- | --- | --- |
| Barmer BF            |     | 6:3 | 6:3 | 7:2 | 8:1 | 7:2 | 8:1 | 6:0 |
| 1. Berliner SV       | 3:6 |     | 5:4 | 5:4 | 8:1 | 4:5 | 6:3 | 6:3 |
| PSC Kaufbeuren       | 1:8 | 4:5 |     | 6:3 | 6:3 | 5:4 | 8:1 | 7:2 |
| Breakers Rüsselsheim | 3:6 | 1:8 | 8:1 |     | 5:4 | 5:4 | 5:4 | 8:1 |
| 1. Münchner SC       | 3:6 | 1:8 | 1:8 | 4:5 |     | 4:5 | 5:4 | 7:2 |
| SC Memmingen         | 3:6 | 3:6 | 4:5 | 4:5 | 4:5 |     | 8:1 | 8:1 |
| 1. SC Essen          | 1:8 | 1:8 | 2:7 | 3:6 | 4:5 | 7:2 |     | 6:3 |
| Kölner Snooker Club  | 1:8 | 0:9 | 1:8 | 2:7 | 3:6 | 5:4 | 3:6 |     |